# 콜롬비아짧은꼬리박쥐
콜롬비아짧은꼬리박쥐(Carollia colombiana)는 주걱박쥐과(신세계잎코박쥐류)에 속하는 박쥐의 일종이다. 콜롬비아에서 발견된다.